# Alizée Poulicek
Alizée Poulicek (ur. 26 czerwca 1987 w Uccle) – belgijsko-czeska modelka, prezenterka telewizyjna, była Miss Belgii.
Poulicek zdobyła tytuł Miss Belgii 2008]. i reprezentowała swój kraj w Miss Universe 2008 w Nha Trang w Wietnamie. Reprezentowała także Belgię w Miss World 2008 w Johannesburgu w Południowej Afryce.
Mówi po francusku, angielsku i czesku. W czasie jej panowania jako Miss Belgii nie umiała mówić płynnie po holendersku (chociaż Poulicek pobierała lekcje holenderskiego w szkole); co doprowadziło do kontrowersji we Flandrii.
Po swoim panowaniu Poulicek kontynuowała karierę modelki i prezentacji telewizyjnej, w tym dla stacji sportowej RSCA. 